# Estatuto da Igualdade Racial
Estatuto da Igualdade Racial é uma lei especial do Brasil, promulgada em 2010 pelo presidente Luiz Inácio Lula da Silva, sendo um conjunto de regras e princípios jurídicos que visam a coibir a discriminação racial e a estabelecer políticas para diminuir a desigualdade social existente entre os diferentes grupos raciais.

## Estatuto brasileiro
No Brasil, a Lei nº 12.288/10, de autoria do Senador Paulo Paim, instituiu o Estatuto da Igualdade Racial. Segundo o artigo 1º, o Estatuto da Igualdade Racial tem por objetivo “combater a discriminação racial e as desigualdades raciais que atingem os afro-brasileiros, incluindo a dimensão racial nas políticas públicas desenvolvidas pelo Estado”. Discriminação racial é definida pelo texto legal como “toda distinção, exclusão, restrição ou preferência baseada em raça, cor, descendência ou origem nacional ou étnica que tenha por objeto anular ou restringir o reconhecimento, gozo, ou exercício, em igualdade de condições, de direitos humanos e liberdades fundamentais” (art. 1º, § 1º). Já desigualdades raciais, por sua vez, como sendo “situações injustificadas de diferenciação de acesso e gozo de bens, serviços e oportunidades, na esfera pública e privada”.
Segundo o autor do projeto:
“Não queremos a cultura afro-brasileira vista, sentida e experimentada somente nas práticas religiosas, música ou alimentação. Queremos a cultura do negro inserida nas escolas, no mercado de trabalho, nas universidades, pois o negro faz parte do povo brasileiro. Cultivar as raízes da nossa formação histórica evidentes na diversificação da composição étnica do povo é o caminho mais seguro para garantirmos a afirmação de nossa identidade nacional e preservarmos os valores culturais que conferem autenticidade e singularidade ao nosso país.
É imprescindível que haja união entre as pessoas, povos, nacionalidades e culturas. Todos os esforços para combater as barreiras discriminatórias são subsídios concretos para a formação de um novo ser humano, capaz de elevar-se à altura de seu destino e evitar destruir a si mesmo.”

## Objetivos ou fins
Para Calil Simão, coordenador e coautor da primeira obra jurídica sobre o tema:
"Com base no Estatuto da Igualdade Racial é possível exigir do Estado medidas concretas para atender um interesse individual ou coletivo, bem como pode um ente político exigir do outro a sua contribuição nos projetos e ações destinadas a combater a “discriminação racial” e as “desigualdades raciais” que atingem os afro-brasileiros. Desse modo, o argumento de alguns de que o Estatuto da Igualdade Racial é um texto de compromisso ou simplesmente sugestivo sem qualquer característica de coercitividade não procede, já que ele trata do dever do Estado, regulamentando a Constituição Federal e definindo qual a postura do Estado com relação à proteção e promoção dos interesses dos afro-brasileiros. Se a proteção dos direitos fundamentais, a teor do § 2º do artigo 5º da Constituição Federal, tem aplicação imediata, podendo-se exigir do Estado, por meio do Poder Judiciário, o exercício de qualquer direito fundamental, independentemente de lei ou ato normativo infraconstitucional, o Estatuto da Igualdade Racial serve para delimitar e direcionar esse dever fazendo surgir ao Estado um dever comissivo específico, consequentemente, inaugurando sua responsabilidade em razão de uma omissão, bem como norteando a atuação do Poder Judiciário e dos titulares da proteção dos direitos difusos e coletivos."